# 日本のストリートファッション
日本のストリートファッションとは、日本におけるストリートファッションのことで、1990年代から2000年代初頭にかけてはその前衛的で独自なスタイルから世界的に注目された。ストリートファッションとは都市部などにおいて若者のあいだから生まれきたファッションのこと。
日本のストリートファッションについては1997年に青木正一が創刊した日本のストリートファッション誌『FRUiTS』に2010年代半ばに休刊するまでに多くのストリートスナップが掲載されている。2019年のGoogleの今年の検索のファッション分野において「原宿ファッション」が5位になるなど、まだ海外でも根強い人気を示している。

## 歴史

### 1940年代
日本においては第二次世界大戦後に、アメリカ製の派手な原色の服を着たパンパンことストリートガールが誕生した。当時のパンパンについては田村泰次郎の小説『肉体の門』に描写されている。1946年には伊東茂平のスタイルブックなどの雑誌が発売され、洋裁ブームの端緒を開いた。1940年代後半には「戦後派」を意味するフランス語の「アプレゲール」から、アメリカを意識したファッションの若者たちを「アプレ族」と呼称し、アメリカンスタイルは一般の女性にも普及した。

### 1950年代
1950年には男性ファッション誌『男子専科』が創刊される。1951年にナイロンのストッキング、1952年に透明なビニールのレインコートが発売されるなど、新しい素材を使ったファッションが誕生し始める。1953年にはラジオドラマの大ヒットをうけて公開された映画『君の名は』の影響から真知子巻きが流行、翌年には『ローマの休日』『麗しのサブリナ』が公開されオードリー・ヘプバーンのスタイルを真似たりするシネマファッションが流行した。1955年には戦後のジャズブームの延長でマンボブームが起こる。1956年には石原慎太郎の小説『太陽の季節』が芥川賞を受賞し、石原裕次郎の出演した映画『太陽の季節』や『狂った果実』が公開され、彼らのスタイルを真似た太陽族が生まれた。1950年代後半になると初期のエルビス・プレスリーの音楽が代表的なロカビリーブームが起き、またジャズ喫茶、うたごえ喫茶などが流行した。また革ジャンに白いマフラーでバイクに乗ったカミナリ族が生まれたのもこの頃である。女性向けにはウエストの締め付けがないサックドレスが流行、洋裁で自分で作る時代から既製服の時代に移りつつあった。

### 1960年代
1960年代は高度経済成長を迎え、戦後生まれのベビーブーム世代の若者たちがファッションの中心となっていった。初頭には六本木から生まれた六本木族、1964年には銀座のみゆき通りから生まれたみゆき族など、特定の都市を中心としたファッションムーブメントが起こるようになる。1964年の東京オリンピックを境にして街並みが様変わりし、原宿には自動車に乗った若者があふれるようになった（原宿族）。1966年にはビートルズが来日、グループサウンズがブームとなり、スパイダースやタイガースなどが奇抜な衣裳で人気を呼んだ。1960年にマリー・クワントが考案したミニスカートは世界的な流行をみせ、日本では1967年のツイッギーの来日をきっかけにブームとなり、当時の女性にとっては革命的ともいえる意識変革を促した。1960年代後半には学生運動が盛り上がりをみせ、ジャンパー、ジーンズにヘルメットを着用してゲバ棒を持つスタイルが生まれた。安保闘争の敗北などで挫折した者の一部はヒッピーとなった。民族調やサイケデリック調などはヒッピー文化によるものである。

### 1970年代
大阪万国博覧会で幕を開けた1970年。パンタロン、ホットパンツ、ミディ、マキシ、ジーンズなどボトムズに革命。重ね着ブーム（レイアード）。ヒッピームーブメントからのフォークロア。1970年『anan』創刊、1971年『non-no』創刊によるアンノン族。暴走族が社会問題化（ツッパリ）。ニュートラ（ニュー・トラディショナル）。1975年『JJ』創刊。1976年『POPEYE』創刊。アウトドアからヘビーデューティー、サーファールック。映画『アメリカン・グラフィティ』から、フィフティーズスタイル。1979年、竹の子族。ハマトラ（横浜系ニュートラ）。

### 1980年代
新人類。ニューウェーブ。田中康夫『なんとなく、クリスタル』。全身黒ずくめのカラス族。ブランド志向。DCブランド。女子大生ブーム。オールナイト・フジ。おニャン子クラブ。オリーブ少女。ぶりっ子。ワンレン・ボディコン。渋カジ。1980年代後半からバブル景気。インポート。

### 1990年代
フレンチカジュアル。バブル崩壊。女子高生ブーム。コギャル。リサイクル。ストリートブランド。
1998年、ユニクロのフリースブーム。フェミ男。アムラー、シノラー。

### 2000年代
2003年、東京のアンダーグラウンドクラブシーンに長く存在していた日本のヒップホップが、主流のファッション業界に影響を与えた。音楽の人気は非常に影響力があったので、東京の若者は、特大の服を着る方法から日焼けした肌まで、お気に入りのヒップホップスターを模倣していく。
ヒップホップ系ファッション。森ガール。しまラー。
スコット・ヒューマンのストリートスナップ『ザ・サルトリアリスト』が話題に。

### 2010年代
リーマンショックや、スマートフォンなどの普及によりファッション雑誌が衰退。

## 現代日本のストリートファッション
そのスタイルは年々変化しているが、ストリートファッションは今日でも東京で際立っている。原宿（裏原宿）、 青山、銀座、お台場、新宿、渋谷などの大きなファッション街では、サブカルチャーの装いをした若者たちをよく見かける。

### ロリータ・ファッション

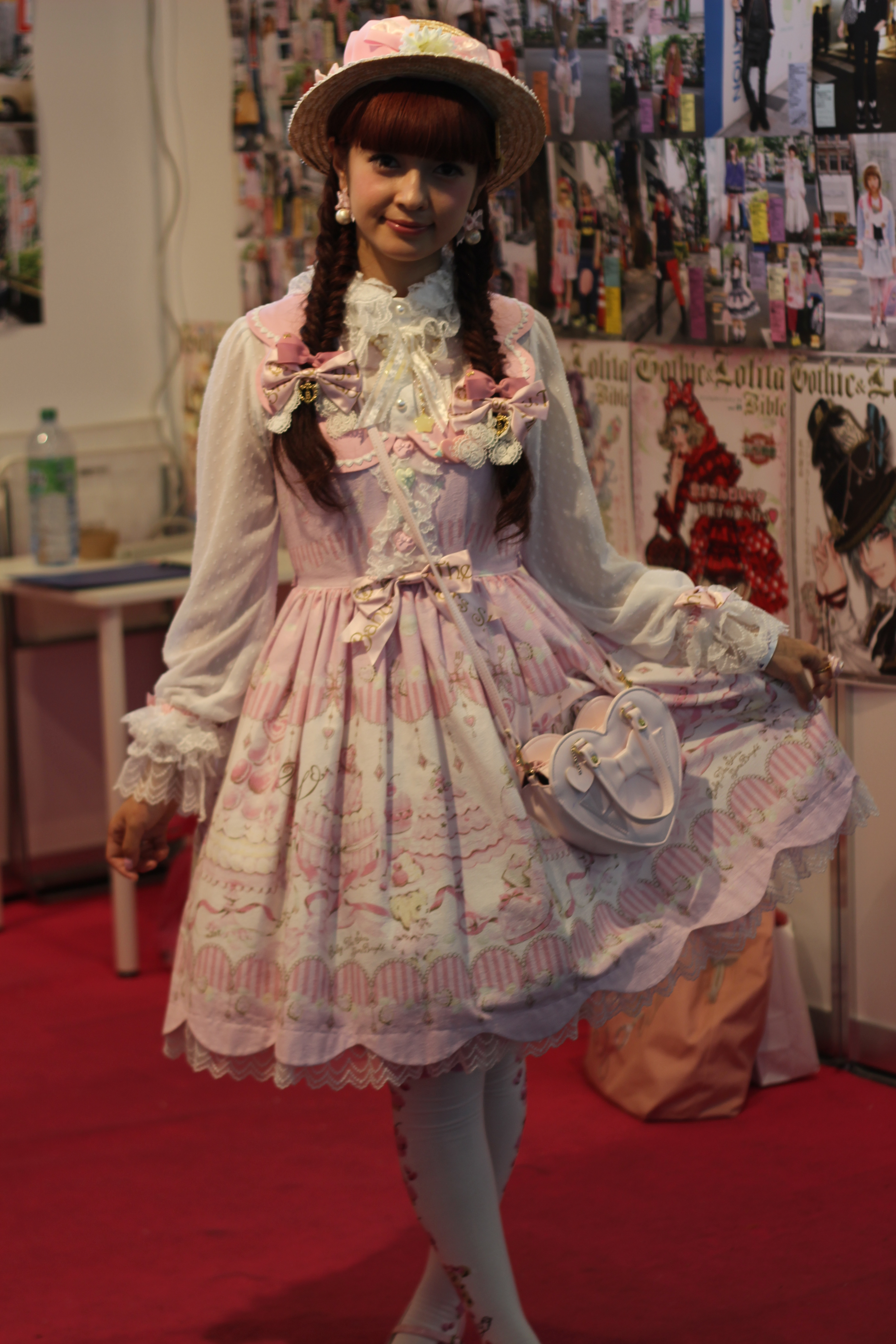
スイートロリータ

ロリータ・ファッションは、その範囲内に多くの異なるテーマを含み、日本のストリートファッションの中でより大きく、より認知度の高いスタイルの1つになり、世界中で支持を得ている。スカートやドレスは通常、膝丈以下で、ボリュームを出すためにペティコートを下に着用する。ブラウスやトップスは、レースで縁取られたり、ヴィクトリア朝またはロココ様式のフリルがあしらわれたりする。靴下やストッキングの長さは、足首から太ももまであり、レースがあしらわれることもある。このファッションスタイルの着用者は、メリージェーン、ティーパーティー・シューズ、ブーツを履くことが多い。ロリータファッションの中でよく知られているサブスタイルは以下のとおり。
- ゴシックロリータ - 東欧とヴィクトリア朝のゴススタイルから大きな影響を受けたロリータ。多くの場合、ダークな色使いと、骸骨、コウモリ、クモ、およびティム・バートン映画のキャラクターなど、人気のゴシック「アイコン」をモチーフにしたアクセサリーが特徴。ヴィクトリア朝の鉄の門扉や建築デザインもドレスプリントによく見られる。ボンネット、長方形のヘッドドレス、ブローチはゴシックロリータで人気のアクセサリーである。
- スイートロリータ（甘ロリ） - 最も子供らしいスタイルで、主に動物の赤ちゃんやおとぎ話のテーマ、無邪気で可愛らしい服装が特徴。もともとはヴィクトリア朝の子供服や、日本で非常に普及しているカワイイ文化に触発された。パステルカラーがよく使われるが、ドレスやスカートによっては暗い色や落ち着いた色のものもある。頭の大きなリボン、かわいい財布、ぬいぐるみなどは、スイートロリータで人気のアクセサリーである。
- クラシックロリータ（クラロリ） - ロココ時代やヴィクトリア朝時代の歴史的なファッションにより近いサブスタイル。たいていは落ち着いた色使いで、このサブスタイルにより大人っぽい雰囲気を与えている。花柄や無地が一般的だが、派手なプリントも珍しくない。小さなヘッドリボン、ボンネット、長方形のヘッドドレス、ヘアコサージュは、クラシックロリータの人気アクセサリーである。
- パンクロリータ - パンクとロリータの影響をミックスした実験的なスタイル。ロリータのシルエットのほとんどを保ちながら、時に脱構築的でクレイジーに見えることがある。
- 王子 - 「ボーイスタイル」とも呼ばれる。ヴィクトリア朝の男児服の影響を受けた、ロリータの男性的なスタイル。「プリンスパンツ」は、膝から下をカットした短いカプリスタイルのパンツで、通常はなんらかのディテール（レースの縁取りの袖口など）が施され、男性的なブラウス、トップハット、ニーソックス、その他のアクセサリーなどと合わせるのが一般的である。 [12]

### ギャル・ファッション
コギャル

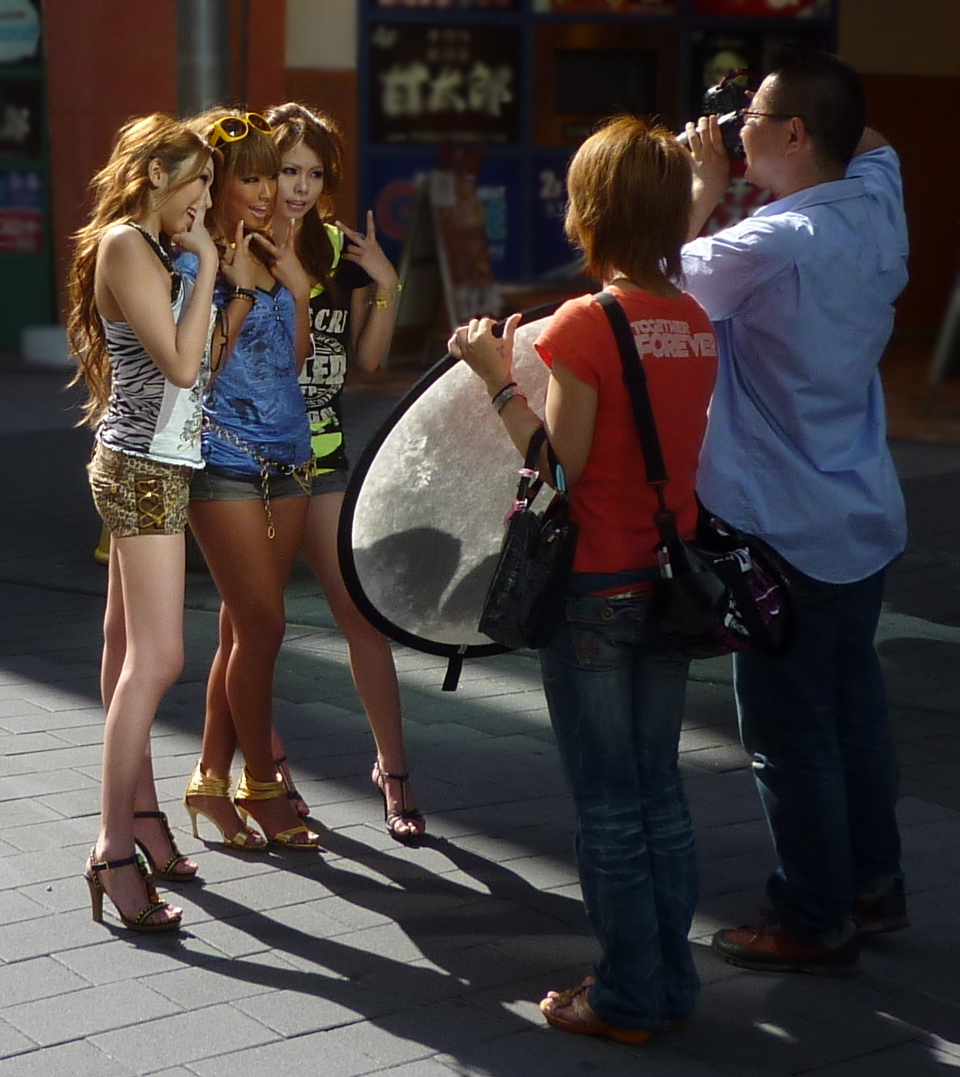
2009年に池袋で撮影されたギャル

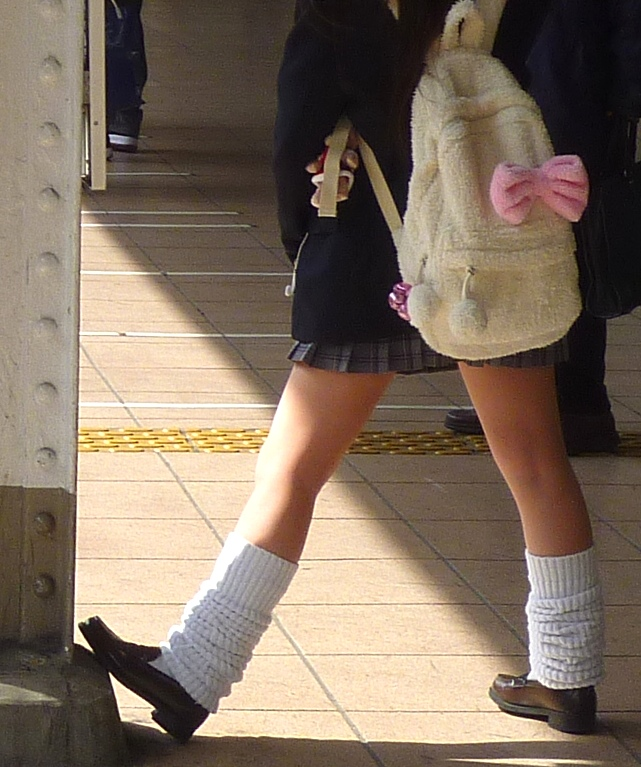
kogal。彼女のルーズソックスと短いスカートで識別できる

コギャルは日本の高校の制服をベースにしているが、スカートは短く、ルーズソックスを穿き、しばしば髪の毛やスカーフを染めている。コギャルはときどき自分自身をギャルと呼ぶ。このスタイルは1990年代によく見られ、2020年末に再び人気が出始めたが、とくに高校生のギャルを指す年齢カテゴリーである。
ガングロ

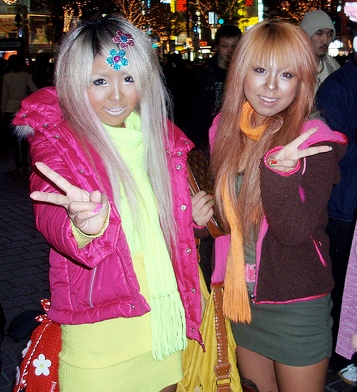
2008年4月、東京の2人のガングロガール

日本のストリートファッションのガングロスタイルは、1990年代初頭に若い女性の間で流行し、2000年代初頭にピークに達した。典型的なガングロファッションとして、ビビッドカラーの衣服、ミニスカート、タイダイ柄のサロンがある。ガングロスタイルは、脱色された髪、濃い日焼け、つけまつげ、黒と白のアイライナー、ブレスレット、イヤリング、指輪、ネックレス、厚底靴で構成されている。
多くの人が安室奈美恵をガングロ・スタイルの第一人者だと思っている。彼女が髪を染め、日焼けした肌で公の場に登場したのち、多くの日本の少女たちが彼女を手本にし始めた。「ヤマンバ」と「マンバ」はガングロスタイルの極端なものを指す。しかし、ヤマンバとマンバの愛好家たちは、ガングロを自分たちのスタイルの「簡単バージョン」と考えている。

### ヤンキー・ファッション

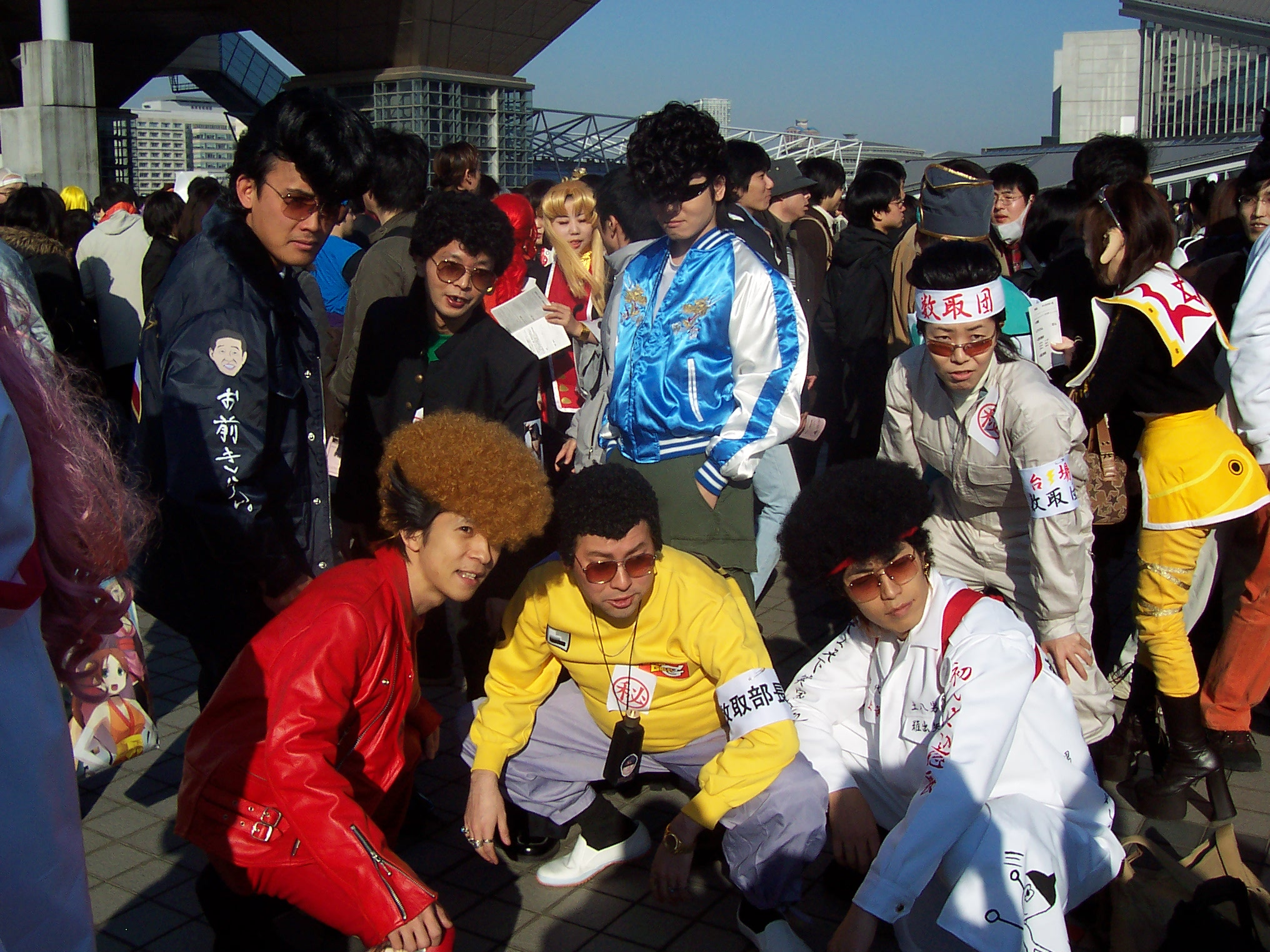
bōsōzokuに扮した日本人コスプレイヤースタイルの衣装

1990年代以降、暴走族ファッションはポピュラーではないが、アニメ、漫画、映画など、日本の多くのメディアではステレオタイプ的な暴走族がしばしば描かれ、戯画化さえされている。典型的な暴走族は、肉体労働者が着るようなツナギや、特攻服を着た姿で描かれることが多い。これらは通常、下にシャツを着ずに前を開いた状態で着用し、さらしを巻いた胴体を見せ、背の高いブーツの中にバギーパンツをしのばせている。

### アメカジ
アメカジはアメリカンカジュアルをベースにしたスタイルで、狭義にはウエスタン／ネイティブ・アメリカン／バイカーをベースにしたものと定義されることが多い。アメカジは1990年代初頭、渋谷の不良グループ「チーマー」によって世間に広まった。その後、木村拓哉がテレビドラマで着用したことでポピュラーになった。

### デコラ・ファッション
デコラスタイル（「デコラティブ（装飾的な）」）は1990年代後半から2000年代初頭に生まれ、国内外で大きな人気を博した。歌手デビュー前、原宿のファッションシーンで一躍脚光を浴びたきゃりーぱみゅぱみゅに代表される。ピンクデコラ、レッドデコラ、ダークデコラ、レインボーデコラなど、配色にこだわるのが一般的である。無地のシャツとパーカーに、短いチュチュのようなスカートを合わせることが多い。ヘアスタイル（長い前髪に低い位置のポニーテールにすることが多い）とメイクはかなりシンプルな傾向がある。しかし、デコラ系の最大の特徴は、前髪がほとんど見えなくなるまでかわいいアクセサリーを何重にも重ねることである。ストッキング、レッグウォーマー、アームウォーマー、ニーソックスも重ねばきする。ヒョウ柄や柄物のマスクも人気がある。その後、このスタイルの人気は下火になったが、今でも世界中に多くの愛好家がいる。

### ヴィジュアル系

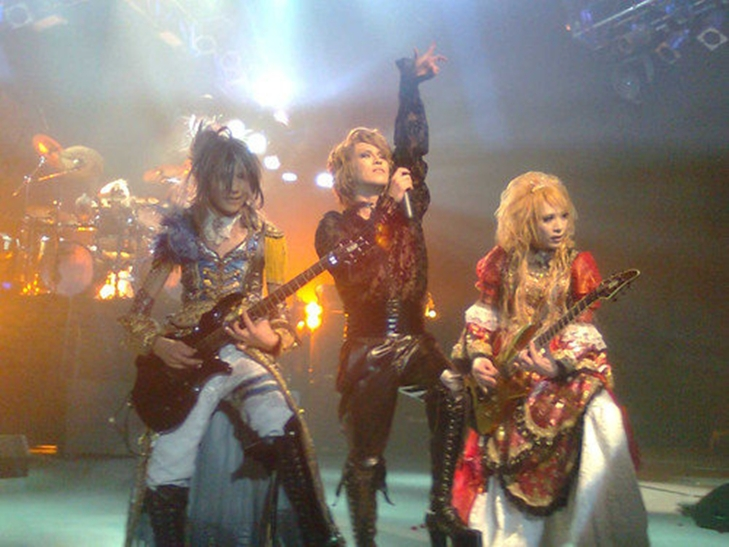
ヴィジュアル系バンドヴェルサイユ

ヴィジュアル系は、1980年代半ばに日本のミュージシャンによって創り出されたスタイルで、印象的なメイク、珍しいヘアスタイル、華やかな衣装で構成されており、西洋のグラムロックやグラム・メタルに似ている。両性具有もまた、このスタイルの人気の要素である。このスタイルで最も有名で影響力のあるアーティストには、X JAPAN、LUNA SEA、Versailles、the GazettE、MEJIBRAY、Royz、L'Arc en Ciel、An Cafe、MALICE MIZER、DIAURAなどがいる。

### アングラ系
アングラ系は、ダークな日本のファッションで、しばしばヴィジュアル系のサブジャンルと結び付けられる。その語源は日本語の「アングラ」であり、アングラ演劇に由来する。服装は日本の伝統的な要素や昭和の影響を強く受けている傾向があるが、ゴス的な要素もある。メイクは通常、白塗りで構成され、ダークで重い。ヴィジュアル系アーティストが最もよく使うのは着物だが、日本の学校の制服をアレンジしたスタイルもよく見られる。モチーフやアクセサリーは、戦後の日本やオカルトをテーマにしている。

### ドーリー系
ドーリー系は、日本の中世観とヨーロッパの童話、とくにグリム兄弟とアンデルセンの作品に基づいたスタイルである。ヴィンテージスタイルの衣服が多く、宗教的なシンボルが使われることもある。日本の洋服店であるグリモワールは、ドーリー系ファッション・シーンの先駆的な店と評されている。

### フェアリー系
フェアリー系は、1980年代のファッションをベースにした、夢とノスタルジーを感じさせる若々しいスタイルである。衣服はパステルカラー、天使、おもちゃ、キュートなモチーフ、そして1980年代から1990年代初頭の西洋のおもちゃのラインナップ（ポーリーポケット、マイリトルポニー、ストロベリー・ショートケーキ、レインボーブライト、ポップルズ、レディ・ラブリー・ロックス、バービー、ワズルス、ケアベアなど）に基づいたアクセサリーで構成されている。パステルカラーの髪がよくみられるが、地毛も人気がある。ヘアスタイルは通常シンプルで、キュートなものやパステルカラーで装飾され、しばしばリボンがあしらわれる。フェアリー系コーディネートでよく使われるアイテムは、ヴィンテージのセーター、カーディガン、バーシティジャケット、チュチュ、ミニスカート、タイツ、オーバーニーソックス、スニーカー、ティーパーティーシューズなどである。「フェアリー系」という言葉は、ファッション雑誌の「Zipper」から生まれた（東京のファッション・ストア「Spank!」のオーナーである田淵小百合が偶然このスタイルを生み出したという通説がある）。

### 森ガール
森ガールは、ふんわりとしたワンピースやカーディガンなど、ソフトでゆったりとした重ね着を用いたスタイル。コットン、リネン、ウールなどの天然素材や、自然をテーマにしたハンドメイドやヴィンテージのアクセサリーに重点を置いている。配色は淡い中間色が多いが、ギンガムや花柄などの柄を使うこともある。ヘアスタイルは、おかっぱ（カールしていることが多い）や三つ編みが人気。人形のような外見を目指すという点ではドーリー系に似ているが、よりカジュアルでアースカラー寄りのスタイルである。

### 着物ファッション
日本では洋服が広く普及しているにもかかわらず、日本のファッションは依然として伝統的な服の影響を受けている。ほとんどの人にとって、着物を着るのは結婚式や卒業式などのフォーマルな機会だけだが、日常生活で着用する人もいる。
日常的に着物を着る人は大幅に減っているにもかかわらず、日本の若い世代は、伝統的な下駄やかんざしの代わりに現代的な履物やアクセサリーを身につけ、ファッションの中で着物と現代的なスタイルをミックスさせている。

### ジェンダーレス
2010年代半ば、ジェンダーレスファッションが広まり、性別にとらわれない服装に注目が集まった。このサブカルチャーは男性が大半を占めており、彼らは「ジェンダーレス男子」と呼ばれている。

### 未整理
地雷系、おしゃれ系、古着コーデ、ピープス女子

## ファッション業界と人気ブランド

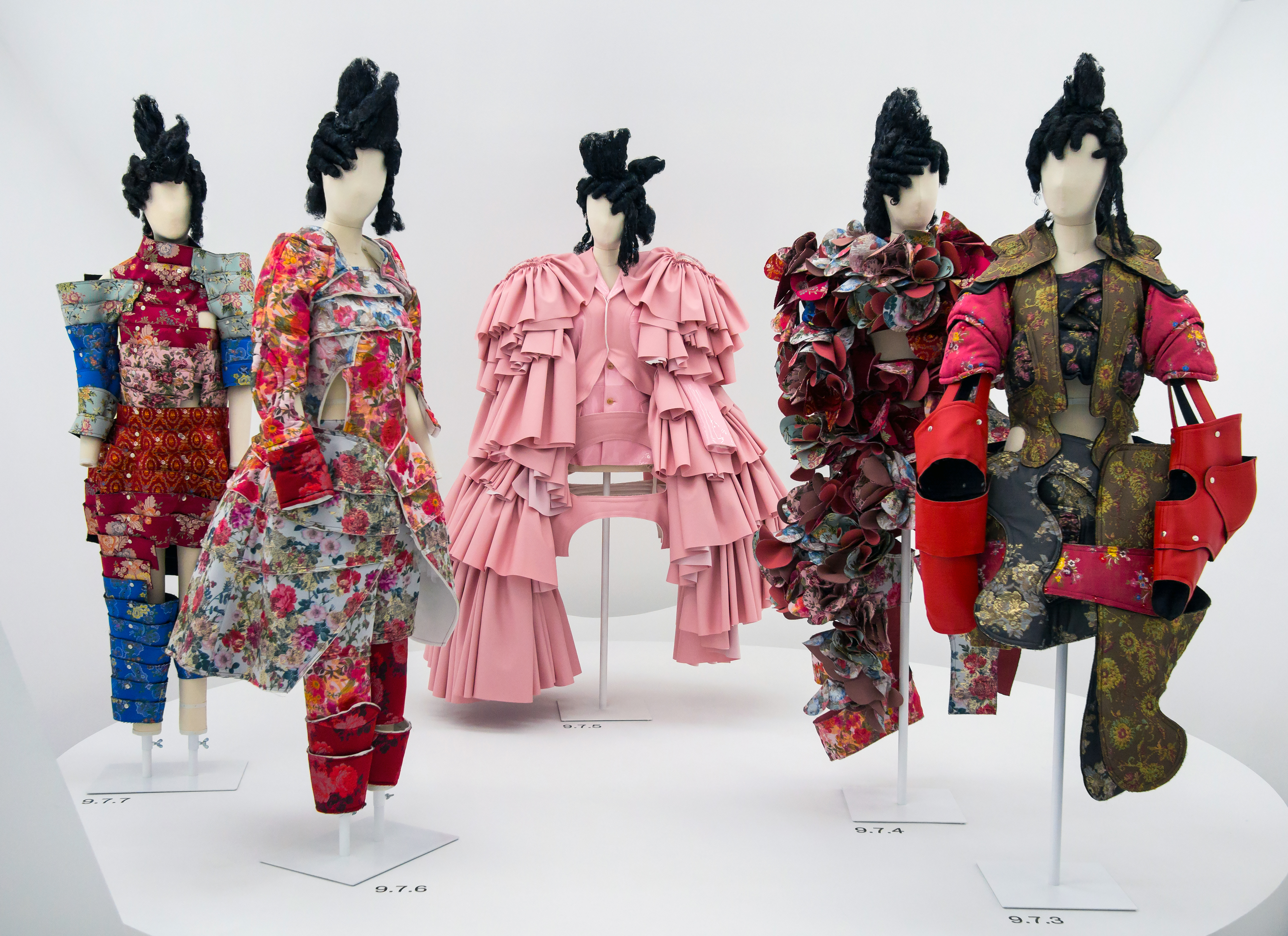
メトロポリタン美術館に展示されているコムデギャルソンの衣服

日本のストリートファッションは、さまざまなスタイルやジャンルのミックスマッチで知られており、すべてのファッショングループに一貫してアピールできる単一の人気ブランドはないが、ファッションに敏感な人々によって生み出された膨大な需要は、日本のファッション業界を活気あふれるものに導く。三宅一生、山本耀司、コム・デ・ギャルソンは、日本のファッションの3つの基本ブランドとよく語られる。 1980年代初頭、モノクロームカラーと最先端のデザインを多用したことで、特に日本のファッション勢力として認められていく。
1950年代には、オニツカタイガー（現在はアシックスとして知られている）のようにストリートファッションに特化したブランドがいくつか生み出される。
日本はまた、外国の高級ブランドを大量に消費していることでも知られている。 2006年のデータによると、日本は全世界の高級品の41％を消費。 バーバリーのブルーレーベルは、この分野で最も成功しているものの1つである。

## 国際的な影響
日本のストリートファッションは、アメリカの西海岸文化に影響を与えている。 コム・デ・ギャルソンのようなハイエンドファッションブランドは、1980年代以降、特に他のブランドとの頻繁なクロスオーバーゲストデザインを通じて、グローバル業界で大きな役割を果たしてきた。 2008年、川久保玲は、ルイ・ヴィトン およびH＆Mにデザインを提供した。 
山中朋子の作品は、2010年のロンドン・コレクションで注目された

## 社会的動機
日本国内での個人的なファッションの選択や幅広いファッション運動との相互作用や関与を推進する社会的動機は複雑である。
第一に、日本の若者が利用できる比較的大量の可処分所得は重要で、日本の若者の多くが歴史的に他の国よりもはるかに長く両親と一緒に家に住む割合が高く、生活費を削減し、それによって衣類へのより多くの支出を可能にすることによって可能になったと主張している。 
また、1960年代から1970年代にかけて、今日も続く強い若者文化の出現（特に原宿）は、新しいスタイル、ルックス、ファッションサブカルチャーの開発の多くを推進。 1980年代の景気循環の中で日本の「国民性」の重要な役割を果たした消費主義の台頭は、1990年代にこの経済的混乱が崩壊した後も、ファッションの購入に影響を与え続けていく。これらの要因により、一度に人気のあるスタイルの迅速な売上高と変動性がもたらされていった。 

## ファッション雑誌年表
- 1936年：『装苑』
- 1937年：『花椿』
- 1945年：『平凡』
- 1946年：『私のきもの』『スタイルブック』『それいゆ』
- 1947年：『ひまわり』
- 1948年：『美しい暮しの手帖』
- 1949年：『ドレスメーキング』
- 1952年：『明星』
- 1954年：『MEN'S CLUB』
- 1957年：『服装』
- 1960年：『ハイファッション』
- 1961年：『ミセス』
- 1964年：『平凡パンチ』
- 1968年：『Seventeen』
- 1970年：『an・an』
- 1971年：『non-no』
- 1975年：『JJ』
- 1976年：『POPEYE』
- 1977年：『クロワッサン』『MORE』
- 1978年：『ギャルズライフ』
- 1979年：『ホットドッグ・プレス』
- 1980年：『Popteen』『COSMOPOLITAN』『25ans』
- 1981年：『with』
- 1982年：『CanCam』『Olive』『marie claire』『Lemon』
- 1983年：『ViVi』『LEE』
- 1985年：『STREET』
- 1986年：『MEN'S NON-NO』『ピチレモン』
- 1988年：『hanako』
- 1989年：『CUTiE』
- 1991年：『SEDA』
- 1992年：『Oggi』
- 1993年：『Zipper』
- 1995年：『egg』『東京ストリートニュース!』『smart』『VERY』
- 1996年：『Cawaii!』『relax』
- 1997年：『FRUiTS』『nicola』『street Jack』
- 1999年：『men's egg』『ソトコト』
- 2000年：『mimi』『s-cawaii!』
- 2001年：『JILLE』『LEON』
- 2003年：『ku:nel』
- 2004年：『TUNE』『NIKITA』『TOKYO GRAFFITI』
- 2005年：『小悪魔ageha』『AneCan』
- 2013年：『&Premium』

参考文献（渡辺明日香『ストリートファッション論』「ファッション雑誌創刊年表」148-150頁。『ファッション イン ジャパン 1945-2020』「関連年表」358-363頁。『ストリートファッション 1980-2020』「年表」344-351頁。『ストリートファッション 1945-1995』「ファッション史年表」。）。

## ファッション流行語
- 1947年、ニュールック
- 1955年の流行語「M+W」（Man+Woman）、ファッションのユニセックス化を指す。ショートカットやパンツスタイルが奇異なものでなくなる。
- アイビールック
- ファストファッション
- ワークマン女子

## 関連文献
- 『族の系譜学 - ユース・サブカルチャーズの戦後史』難波功士著、青弓社、2007年、ISBN 978-4787232731
- 『東京ファッションクロニクル』渡辺明日香著、青幻舎、2016年、ISBN 978-4861525483
- 『AMETORA - 日本がアメリカンスタイルを救った物語』デーヴィッド・マークス著、奥田祐士訳、DU BOOKS、2017年、ISBN 978-4866470054